# Trocholejeunea sandvicensis
Trocholejeunea sandvicensis är en bladmossart som först beskrevs av Carl Moritz Gottsche, och fick sitt nu gällande namn av Mizut.. Trocholejeunea sandvicensis ingår i släktet Trocholejeunea och familjen Lejeuneaceae. Inga underarter finns listade i Catalogue of Life.